# 翟飚
翟飚（1968年9月14日—），北京人，是已退役的中国足球运动员，八十年代末九十年代初中国国家队著名的高中锋之一，身高超过一米九。
1994年职业联赛开始，翟飚由于体能测试不及格而无缘整年联赛，次年和队友陶伟从北京国安转会四川全兴。1995年联赛最后阶段对阵八一的比赛中，翟飚攻入了一个至关重要的头球，最终帮助全兴保级成功，这场比赛后来也被广称为“成都保卫战”。
1997年退役后，翟飚一直留在四川，2006年担任新成立的四川足球俱乐部的主教练，2007年率队冲入甲级联赛，2008年4月离开球队的主教练位置。现为北京国安U21梯队主教练。